# 安中市立磯部小学校
安中市立磯部小学校（あんなかしりつ いそべしょうがっこう）は、群馬県安中市にある安中市立小学校。

## 概要
碓氷川の南にあり、周辺は住宅や田畑が多い。

## 学区
- 磯部地区(磯部地区第5区19組から32組までを除く。)[1]

## 学校教育目標
徳・知・体の調和のとれた実践力を身につけた学び続ける子の育成